# أولي مادسن
أولي مادسن (بالدنماركية: Ole Eduard Fischer Madsen)‏، من مواليد 21 ديسمبر 1934، وتوفي في 26 مارس 2006، لاعب كرة قدم دنماركي سابق.
لعب مع منتخب الدنمارك لكرة القدم.

## روابط خارجية
- أولي مادسن على موقع الاتحاد الأوربي (الإنجليزية)
- أولي مادسن على موقع قاعدة بيانات كرة القدم.إي يو (الإنجليزية)
- أولي مادسن على موقع ناشيونال فوتبول تيمز (الإنجليزية)
- أولي مادسن على موقع Soccerway.com (الإنجليزية)
- أولي مادسن على موقع عالم كرة القدم.نت (الإنجليزية)